# Wyler Meer (Teilfläche des NSG Düffel)
Wyler Meer (Teilfläche des NSG Düffel) este o arie protejată (arie specială de conservare — SAC, sit de importanță comunitară — SCI) din Germania întinsă pe o suprafață de 25,54 ha, integral pe uscat.

## Localizare
Centrul sitului Wyler Meer (Teilfläche des NSG Düffel) este situat la coordonatele 51°49′11″N 5°57′24″E / 51.8197°N 5.9567°E.

## Înființare
Situl Wyler Meer (Teilfläche des NSG Düffel) a fost declarat sit de importanță comunitară în octombrie 2000 pentru a proteja un număr necunoscut de specii din flora spontană și fauna sălbatică aflate în arealul zonei. Situl a fost protejat și ca arie specială de conservare în iunie 2005.

## Biodiversitate
Situată în ecoregiunea atlantică, aria protejată conține 2 habitate naturale: Lacuri eutrofice naturale cu vegetație de tip Magnopotamion sau Hydrocharition, Păduri aluvionare cu Alnus glutinosa și Fraxinus excelsior (Alno-Padion, Alnion incanae, Salicion albae).
La baza desemnării sitului se află un număr nedeclarat de specii protejate.